# Anton Donhauser
Anton Donhauser (* 19. September 1913 in München; † 10. Februar 1987 ebenda) war ein deutscher Politiker (Bayernpartei bzw. CSU) und Agent der DDR-Staatssicherheit.

## Leben und Beruf
Der Sohn eines Kriminalobersekretärs absolvierte nach dem Besuch der Realschule eine Lehre im Maurerhandwerk, anschließend besuchte er die höhere technische Staatslehranstalt für Tiefbau. Seit 1937 war er bautechnischer Beamter bei der Deutschen Reichsbahn, von der er während des Krieges in Krakau und Lublin eingesetzt wurde. Nach der Sonderreifeprüfung an der Wirtschaftshochschule, bestand Donhauser 1942 das Ingenieurexamen der TH Danzig. Seit März 1944 war Anton Donhauser Mitglied der Freiheitsaktion Bayern, weswegen er am 28. April 1945 zum Tode verurteilt wurde. Nur das Kriegsende verhinderte die Vollstreckung des Urteils.
Ab Mai 1945 arbeitete er beim  bayerischen Roten Kreuz, dessen Landesgeschäftsführer er 1947 wurde und war deshalb als Bahnbeamter beurlaubt. Er war beim Roten Kreuz als Organisationsleiter und Generalsekretär bis 1949 tätig. Aus dem Beamtenverhältnis auf Widerruf als technischer Inspektor bei der Reichsbahn wurde er Anfang 1949 entlassen, weil er den Dienstantritt wegen seiner politischen Betätigung verweigerte. Daher war er seit 1949 auf seine Bezüge als Bundestagsabgeordneter angewiesen. 1953 wurde er Opfer eines Raubgoldbetrugs. Nach seinem Ausscheiden aus dem Bundestag war er 17 Monate lang arbeitslos und war dann als Bauingenieur beschäftigt.
Donhauser war verheiratet und hatte vier Kinder.

## Partei
Im Jahr 1945 Mitbegründer der CSU, verließ er im Frühsommer 1947 die Partei aus Enttäuschung darüber, dass sich der Schäffer-Hundhammer-Flügel mit seinen genuin bayerisch-staatspolitischen Vorstellungen nicht hatte durchsetzen können. Am 8. Juni 1947 trat Donhauser der Bayernpartei bei, deren stellvertretender Landesvorsitzender er bereits ein Jahr später wurde.
Innerhalb der Bayernpartei gehörte Donhauser zu der Gruppe um Anton Besold, Wilhelm Schmidhuber und Anton Freiherr von Aretin, die zu einer Versöhnung mit der CSU bereit war.
Nach parteiinternen Auseinandersetzungen 1950 verließ er die Bayernpartei wieder und trat der Bayerischen Heimat- und Königspartei bei. Er schloss sich 1952 erneut der CSU an. Während eines Spionageverfahrens 1959 gegen ihn wurde er vom Bezirksvorstand München der CSU im Eilverfahren aus der Partei ausgestoßen wegen „Beitragsrückstand von 18 Monaten“.

## Abgeordneter
1949 zog Donhauser für die Bayernpartei in den Deutschen Bundestag ein, verließ die Fraktion aber bereits am 8. September 1950. Nach zwei Jahren als fraktionsloser Abgeordneter trat er am 17. September 1952 der CSU-Landesgruppe bei, für die er 1953 im Wahlkreis Amberg erneut Abgeordneter wurde (bis 1957). Er war ordentliches Mitglied im Ausschuss für Verkehr und im Ausschuss für gewerblichen Rechtsschutz und Urheberrecht. Er war bis 20. Januar 1956 stellvertretendes Mitglied des Innenausschusses.
Anton Donhauser hatte auf Vermittlung des ehemaligen Schatzmeisters der Bayernpartei und gemeinsamen Freund mit Franz Josef Strauß, Eduard Maier das Abstimmungsverhalten in der Hauptstadtfrage der Bundesrepublik Deutschland kommerzialisiert.
Er war seit Herbst 1957 Angeklagter eines Strafverfahrens beim Landgericht München I wegen Anstiftung zur Richterbestechung und Betrugs während seiner Abgeordnetenzeit.
Die Revision im November 1958 führte zur Aufhebung des Urteils durch den Bundesgerichtshof.

### Konföderierte Staaten von Deutschland
Donhauser verfasste ein Exposé über konföderierten Staaten von Deutschland: Innerhalb der Fraktion der CDU/CSU würde, mehr als es nach außen hörbar, über die etwaige Nachfolge von Konrad Adenauer gesprochen. Donhauser behauptete enge Verbindungen zu den Bundesministern Fritz Schäffer und Franz Josef Strauß zu haben. Als wesentliche Stütze des Kabinett Adenauer II wurde John Foster Dulles eingeschätzt. Bei einem Wechsel in der Leitung des US-Außenministeriums könnte sich ein „Gesamtdeutscher Rat“ noch vor Ablauf der zweiten Legislaturperiode des deutschen Bundestages konstituieren. Dieses propagierte er auf Vermittlung von Eduard Maier in Ost-Berlin.

### DDR
Im Jahr 1955 versuchte der Sekretär von Anton Donhauser, Hermann Lemmer, etwa 4000 Tonnen Fleischkonserven der Berliner Blockadeverpflegung an den Deutsch-Amerikaner Heinz Kuhn, einer V-Person der Regierung von Walter Ulbricht zu verkaufen. Etwa zeitgleich wurden Kuhn Rindfleisch und 93,5 %-Uranoxid zum 2,5fachen Weltmarktpreis angeboten. Bei beiden Angeboten kam es zu keinem Vertragsabschluss.
Lemmer flog zum Flughafen Frankfurt Main zurück und verfasste nun einen Erfahrungsbericht für Konrad Adenauer über meine Erlebnisse im Ostsektor, worauf Hans Ritter von Lex mit dem Vorgang befasst wurde.
Im Mai 1959 flüchtete der HV-A-Referatsleiter Max Heim in die Bundesrepublik. Er enttarnte Donhauser, der umgehend verhaftet wurde. 1955 trat anlässlich des Fleischhandels das MfS an Donhauser heran, und wurde zum Jahresende 1955 registriert im Vorgang „Döllinger“. Seine finanziellen Probleme waren öffentlich bekannt. Donhauser war aber nach eigener Aussage erst 1957 auf Grund des schwebenden Prozesses zur Zusammenarbeit mit dem MfS bereit. 1960 wurde Donhauser wegen landesverrätischer Beziehungen zum Ministerium für Staatssicherheit verhaftet und später deswegen vom Bundesgerichtshof zu neun Monaten Gefängnis auf Bewährung verurteilt. Der BGH befand: „Wirklich Wertvolles hat er dem MfS nicht mitgeteilt. Erheblichen Schaden hat er nicht verursacht“ Der BStU 2013: „Welche Informationen die HV A von Donhauser bezog, geht aus den überlieferten MfS-Unterlagen nicht hervor“.